# 1109 dans les croisades
Cette page regroupe les évènements concernant les Croisades qui sont survenus en 1109 : 
- mars : Bertrand de Toulouse débarque à Tripoli et se joint au siège de la ville[1].
- mars-avril : Guillaume de Cerdagne s'empare d'Arqa[2].
- juin : La princée de Galilée est inféodée à Tancrède de Hauteville, qui l'avait déjà dirigée[3].
- 12 juillet : prise de Tripoli (Liban) par les croisés[2].
- juillet-août : Guillaume de Cerdagne, comte de Tripoli, est assassiné. Bertrand de Toulouse lui succède[2].
- août : Mawdûd ibn Altûntâsh s'empare de Mossoul et chasse Jawali[4].
- Mort de Guillaume Ier Embriaco, seigneurie du Gibelet. Son fils Hugues Ier Embriaco lui succède[3].